# I cavalieri della montagna
I cavalieri della montagna (Der Sohn der weißen Berge) è un film del 1930 diretto da Mario Bonnard e da Luis Trenker.

## Produzione
Il film fu prodotto dall'Itala-Film GmbH (Berlin).

## Distribuzione
Distribuito dalla Nord-Film GmbH, Leo-Film AG, Siegel-Monopolfilm, Rheinische Film GmbH, Columbia Film-Verleih, uscì nelle sale cinematografiche tedesche il 12 agosto 1930.